# Zemplén Táncegyüttes
A Zemplén Táncegyüttes (régebbi nevén: Zemplén Úttörő-táncegyüttes, Cigándi Zemplén Gyermek Táncegyüttes, Zemplén Gyermek és Ifjúsági Néptáncegyüttes), a Bodrogköz és más tájegységek évszázados néptánc hagyományainak felkarolása, továbbéltetése és színpadra vitele céljából alakult 1963-ban, Cigándon. Szakmai eredményei alapján nemcsak a Bodrogköz, hanem Borsod-Abaúj-Zemplén megye néptánc-mozgalmának egyik meghatározó ereje volt. Működése alatt, gyermek korosztályú csoportjaikkal rangos hazai néptáncfesztiválokon képviselte a térséget, de nagy sikerrel szerepeltek nemzetközi folklórfesztiválokon is, Európa számos országában. A Zemplén Gyermektánccsoport a legrégibb gyermekegyüttes Magyarországon, amelyik folyamatos működésével, magas színvonalú művészeti tevékenységével, állandóan megújulva, példaként szolgált a hazai gyermekcsoportok számára. Hatévesen itt kezdte pályafutását Román Sándor, a népszerű ExperiDance Tánctársulat egykori koreográfusa, művészeti vezetője és tulajdonosa. A Nagy István vezette együttes 2013-ban ünnepelte megalakulásának 50. évfordulóját.
„A cigándi gyerekek, régiek és maiak - élükön mesterükkel - mindenkor szolgálatot teljesítettek. Szolgálatot Cigándért, szüleik, nagyszüleik szellemi örökségéért, a magyar néptánc ügyéért.”

## Az együttes története

### Előzmények
Cigándon a színpadi tánc kezdetét, a Búzavirág 1931-es megalakulása jelentette. Ennek országos szervezete, a Magyar Búzavirág Egyesület volt. Mádai Istvánné szervezésében és vezetésével több táncból álló produkciót állítottak össze. Ennek keretében a fiatalok felkeresték az idősebbeket, akik a táncpróbákon mutatták be nekik a régi táncokat. Ezzel tartották életben a helyi tánckultúrát. Az összeállított műsorral többször és több helyen szerepelt a 10 párból álló lelkes csoport és mindenütt sikerrel. A társulat eljutott többek között Debrecenbe is, ahol Paulini Béla felfigyelt a cigándiakra és a Bokréta Szövetségbe  invitálta az együttest. A Gyöngyösbokréta mozgalom elindulásával vált híressé Cigánd legismertebb tánca, a cigándi keménycsárdás.  1933-ban a Szent István-napi ünnepségeken már fel is léptek a budapesti Városi színházban. Az elkövetkezendő éveket intenzív, folyamatos működés és több jelentős fellépés kísérte. A legrangosabb ezek közül Londonban volt, 1935-ben. 1938-ban katonai kötelezettségek miatt megcsappant a csoport létszáma, a hiányzókat iskolás korosztályból toborozva pótolták és "Kisbokréta" néven működött tovább, egészen a második világháború végéig. A háború után Kántor Mihály cigándi igazgató-néptanító szervezte és irányította a csoportot. 1947-ben a Keménycsárdás nevet viselő tánccsoport alakult meg és működése során a táncosok számos külföldi fellépésen is részt vettek. 1948-ban a cigándi Bokrétát és a háború előtti szervezeteket politikai okokból betiltották. A Rákosi-korszak éveiben a volt táncosok közül Filep Erzsébet, majd Géresi Bertalan tanították keménycsárdásra a gyerekeket, próbálták több kevesebb sikerrel életben tartani az együttest.

### A kezdet
1962-ben új fejezet kezdődött a cigándi színpadi tánc életében. Fiatal, temperamentumos testnevelő tanár került a településre Ureczky Csaba személyében. Első ténykedései közé tartozott, hogy megszervezte a fiatal értelmiségiekből - főleg pedagógusokból - álló
tánccsoportot és néhány hónap múlva már önálló műsorral mutatkoztak be Cigánd lakossága előtt.
Irányítása alatt új szellemben alakult meg a Zemplén Táncegyüttes. Ureczky új, korszerű felfogásban közelítette meg a cigándi néptánchagyományokat. Cigándi csárdás című kompozíciójával országos hírnévre tett szert. A csoportja hasonlóképpen. 
1963-ban – a megalapítás évében - még nem a gyerekeké volt a főszerep, ők csak kiegészítésként táncoltak a pedagógus-, majd a gimnáziumi csoportok mellett. Mindenesetre Ureczky Csaba érdeme, hogy a gyerekekben felismerte az utánpótlás lehetőségét, s a folyamatosság biztosítása érdekében igyekezett kinevelni a jövő táncosait. Nagyon sok gyerekkel foglalkozott egyszerre, akik alig fértek el a színpadon. Lelkesedésük pedig olyan nagy volt, hogy röviddel a megalakulás után a lányok már Csillebércre utaztak. Az együttes lendülete töretlen marad egészen a nagy csoport 1968- as megszűnésig – Ureczky Csaba ugyanis ebben az évben alapította meg a Hegyalja Népi Együttest Sátoraljaújhelyen.

### Az együttes virágkora
1965-től Ureczky Csaba munkásságát Nagy István folytatta, aki egy ideig még Ureczky mellett dolgozott, de annak távozása után átvette a csoport vezetését. Nagy István intézményesítette Cigándon a néptánc tanítását, a gyermekek részére. Az ő munkássága alatt érte el a legnagyobb sikereket az együttes és mindenki, aki egykoron tagja volt e táncos közösségnek. az ő „keze alatt” tanult meg táncolni.
Az első jelentősebb szakmai sikert, az immár önállóan működő gyermekcsoportnak, az 1968-ban Karcsán megrendezett járási néptáncbemutató hozta. A tánccsoport jelentős kiugrásra tett szert, amikor Mezőkövesden az 1969. évi kulturális szemle megyei fordulóján első helyezést ért el, melynek eredményeként több alkalommal is részt vehettek az országos fesztiválokon (Kecskemét, Kiskőrös, Kalocsa, Budapest). Ezek közül kiemelkedik a kiskőrösi, ahol több koreográfiai- és zenei Nívó díjjal jutalmazták az együttes munkáját. 1974-ben az Európa Öröme elnevezésű belgrádi Nemzetközi Gyermekfesztivál gálaestjén, a cigándi Zemplén Úttörő-táncegyüttes képviselte Magyarországot. Az 1970-es és 1980-as években a korszak szinte valamennyi jelentős ifjúsági néptáncbemutatóján részt vett a csoport. Kiemelkedik közülük a Röpülj páva népművészeti vetélkedő televíziós műsora, melyen egészen a döntőig meneteltek, s hoztak elismerést a táncosok és a cigándi emberek számára. Felléptek a Borsodi Fonón, a sátoraljaújhelyi Észak-Magyarországi Gyermekfesztiválokon, a Néptáncosok Bemutató Színpadán, mindenhol nagy sikert és elismerést aratva. Az 1978-as kubai Világifjúsági Találkozón, Fidel Castro szeme láttára képviselhették a cigándi hagyományokat. Az 1980-as években többek között Franciaországban, Törökországban és az NSZK-ban is felléptek. Erre az időszakra datálhatóak az együttes legkiemelkedőbb sikerei, a Kiváló-együttes cím és a szakmai Nívódíj is.

### Az 1990-es évek
A rendszerváltást követő években változás állt be a hazai gyermek táncoktatásban. A korábban állami kezdeményezésű vendégszerepléseket a civil karakterű testvérkapcsolatok váltották fel, a külföldi utak többsége pedig az Örökség Gyermek Népművészeti Egyesület jóvoltából jöttek létre. Megalakultak az első művészeti iskolák, melynek során a Zemplén Gyermekcsoportot is felkérték, hogy csatlakozzon a Cigándon is megalakult új művészeti iskolához. Az ígért lehetőségek mellett a folyamatosan változó, egyre nehezebb követelmények teljesítése szinte ellehetetlenítették a munkát. Ennek ellenére ezután is rengeteg szereplésük volt, az országos és nemzetközi néptánc fesztiválok rendszeres fellépőiként. A néptánccsoport tagjai alapiskolai szinten tanulhattak néptáncot Nagy István és Gyöngy Ilona táncpedagógusoktól. A táncosok többször felkerültek a Magyar Televízió képernyőijére is: a Halló vasárnap vagy az ezredforduló táján készített Főtér című kulturális műsorok, kitörölhetetlen emlékei az együttes életének.

### Az új évezredben
Az együttes számos helyi találkozó és fesztivál létrejöttét eredményezte. Így rendszeresen találkoztak a térség gyermekcsoportjai a nyári gyermektánc találkozókon (Sátoraljaújhely, Sárospatak, Nyíregyháza, Kisvárda). Évenként augusztus 20-án került megrendezésre a "Határon Túli Magyar Együttesek Találkozója" (Szlovákia, Kárpátalja, Erdély). A vendégegyüttesek 3-4 napot töltöttek Cigándon. Hosszútávú, kétoldalú kapcsolatokkal is rendelkezett az együttes, melyek önkormányzati szinten is éltek:
- Erdély: Marosmagyaró, Nagygalambfalva,
- Kárpátalja: Nagybégány,
- Szlovákia: Nagytárkány, Kisgéres, Perbenyik, Királyhelmec
- Ausztria: Traismauer

Az elmúlt évtizedekben a kor jeles koreográfusai tanítottak Cigándon: többek között Timár Sándor, Foltin Jolán, Nagy Albert, Tóth Ferenc, Horváth Csaba, Demarcsek György, Hlinyánszky Tamás, Spisák Krisztina, Antal István és Halmi Zoltán készítette fel a csoportot. Nagy István munkássága alatt négy kontinensre is eljutott a cigándi tánc és a cigándi ének. Neves zenekarok is dolgoztak együtt a tánccsoporttal, mint például a Bekecs, a Szikes, a Bürkös zenekar. A cigándi néptáncos élet emblematikus alakjai voltak Téglás Dezső aki citerán, Patkó Csaba pedig köcsögdudán kísérte zenésztársát. A hosszú évtizedek alatt sok jó táncos került ki az együttesből. Közülük is kiemelkedik Román Sándor neve, aki táncosként szinte minden hivatásos néptáncegyüttesnek tagja volt, az ország legnevesebb mestereinek keze alatt dolgozott, majd 1999-ben megalapította az ExperiDance Tánctársulatot. 2004-ben Nagy István néptáncoktató és egykori tanítványa Román Sándor, megosztva lettek a Gyermekekért díj kitüntetettjei. Viszont a cigándi táncközösség, az emberi gyarlóság és az emberi nagyság között hánykolódott. Az együttesvezető szervezési, működtetési gondjai mellett, a korábbi időszakokhoz képest egyre nehezebben tudott, megfelelő színvonalú produkciókat létrehozni. A nemzetközi hírű együttes összeroppant a társadalmi-gazdasági krízis terhe alatt. Egy kis időre megszűnt a cigándi néptánc folyamatos működése. Lelkes helyi fiataloknak köszönhetően 2007. őszén, a táncos múlttal rendelkező cigándi fiatalokból megalakult Sarkantyús Néptáncegyüttes melynek vezetője Lőrincz László. 2011 óta pedig a Cigándi Gyermek Néptánccsoport, amely a Sárospataki Alapfokú Művészeti Iskola keretein belül működik.

## Az együttes fontosabb fellépései, vendégszereplései
| Év   | Esemény |
| ---- | --- |
| 1966 | - Országos Úttörő Néptánc Fesztivál, Szolnok |
| 1968 | - Járási néptáncbemutató, Karcsa - az első jelentősebb szakmai sikert |
| 1969 | - Országos Úttörő Néptánc Fesztivál, Szeged - Kulturális szemle, Mezőkövesd - a csoport első Aranyokleveles minősítése.                                                                                              |
| 1971 | - Táncantológia; Madách Színház, Budapest (Zempléni táncok) - Észak-magyarországi Gyermektáncfesztivál, Sátoraljaújhely                                                                                              |
| 1972 | - Ohridi Fesztivál, Jugoszlávia - Meszöv fesztivál, Balatonlelle - menettáncban harmadik díj. |
| 1973 | - Országos Úttörőtalálkozó, Csillebérc |
| 1974 | - Járási kulturális szemle, Sátoraljaújhely - Balatonfüredi Országos Fesztivál - Európa Öröme Gyermekfesztivál, Belgrád                                                                                              |
| 1975 | - Táncantológia; Madách Színház, Budapest (Aki akar játszani) |
| 1976 | - Nemzetközi Úttörőtalálkozó, Csanyikvölgy, Miskolc - Országos Néptáncfesztivál, Kiskőrös (III. díj) |
| 1978 | - Országos Néptáncfesztivál, Kecskemét - XI. Világifjúsági Találkozó, Havanna, Kuba - "Röpülj páva" népművészeti vetélkedő, döntő                                                                                    |
| 1979 | - Európai Gyermektalálkozó, Zánka - Észak-magyarországi Gyermektáncfesztivál, Sátoraljaújhely |
| 1980 | - Nemzetközi Gyermekfesztivál, Matha, és Cognac, Franciaország |
| 1981 | - Táncantológia; Budai Vigadó, Budapest (Bodrogközi gyermekjátékok) - Országos Néptáncfesztivál, Kalocsa |
| 1982 | - Nemzetközi Gyermekfesztivál,, Ankara, Törökország |
| 1983 | - Országos Néptáncfesztivál, Kecskemét, - Táncantológia; Budapest Sportcsarnok, Budapest, (Zempléni táncok) |
| 1984 | - Észak-magyarországi Gyermektáncfesztivál, Sátoraljaújhely |
| 1986 | - Vendégszereplés Joisban, Ausztria - Táncantológia; Erkel Színház, Budapest (Enyém a tér) - Országos Úttörő Néptáncfesztivál, Budapest                                                                              |
| 1988 | - Úttörő Országos Fesztivál, Eger (az utolsó úttörő néptáncos fellépés) - Gyermektánc-antológia, Budapest Sportcsarnok (Kiszorító) - Vendégszereplés Bélyen, Csehszlovákia - Vendégszereplés Traismauerben, Ausztria |
| 1989 | - Bitburgi Fesztivál, NSZK |
| 1990 | - Vendégszereplés Nagygalambfalván, Románia - az első erdélyi út |
| 1991 | - Sleen, Hollandia |
| 1993 | - Miehikkala, Finnország - Theszaloniki, Görögország |
| 1995 | - Luhačovice, Csehország - Országos Néptáncfesztivál, Gödöllő |
| 1996 | - Odoorni Nemzetközi Fesztivál, Hollandia - Herrenberg, Németország - Országos Néptáncfesztivál, Debrecen |
| 1997 | - Nemzetközi Gyermekfesztivál, Castellón de la Plana, Spanyolország - Táncantológia; Erkel Színház, Budapest (Cigándi dallamok) - Országos Néptáncfesztivál, Debrecen                                                |
| 1998 | - Nemzetközi Gyermekfesztivál, Sierpc, Lengyelország |
| 1999 | - A párizsi vendégszereplés, Franciaország |
| 2001 | - Kunovice, Csehország - Traismauer, Ausztria - Országos Néptáncfesztivál, Debrecen, - A tunéziai vendégszereplés |
| 2005 | - Róma, Olaszország |
| 2007 | - Hollandia |

## Díjak, elismerések
- Nívó díjak (1977, 1988)
- Szocialista Kultúráért
- Borsod-Abaúj-Zemplén megye különdíja
- Kántor Mihály díj
- Kiváló Együttes cím